# Lissochlora tenuilinea
Lissochlora tenuilinea är en fjärilsart som beskrevs av Louis Beethoven Prout 1916. Lissochlora tenuilinea ingår i släktet Lissochlora och familjen mätare. Inga underarter finns listade i Catalogue of Life.